# 20世紀のフランス
1914年から現在に至るフランスの歴史には下記のものがある。
- 第三共和政（1871年–1941年）の後半
- 第一次世界大戦（1914年–1918年）
- 戦間期（1918年-1939年）
- 第二次世界大戦（1939年–1945年）
- 第四共和政（1946年–1958年）
- 第五共和政（1958年以降）

## 地理
1914年、フランスの領域は、二つの重要な点で今日のフランスと違っていた。アルザス地域圏の殆どとロレーヌの東北部は、1870年に（1870年-1871年の普仏戦争の後）ドイツに編入されていて、アルジェリアの北アフリカ地域は、1848年にフランスに欠かせない行政地域（フランスの地方行政区画）として創設されていた。アルザス＝ロレーヌは第一次世界大戦の終わりに回復されることになる（第二次世界大戦中に再び一時ドイツに編入された）。アルジェリアの独立を求める声は、1945年を過ぎると普遍的なものとなったが、アルジェリアは単なる植民地ではなかった。アルジェリアの百万を超えるヨーロッパ系住民と共にフランスは血腥い植民地戦争（アルジェリア戦争）がフランスの政治的・国内的危機に転じるまで独立を認めようとはせず、従前の植民地からフランスに戻ろうとする大量の移民の波を生じながら、1962年にアルジェリアは独立を与えられた。

## 人口統計
他のヨーロッパ諸国と違いフランスは19世紀中葉と後半と20世紀前半に大きな人口増加を経験しなかった（フランスの人口統計参照）。このことは第一次世界大戦における人口損失を一層酷くすることになり－文民を含めて約140万人の死者が出て（第一次世界大戦の犠牲者参照）（あるいは勤労年齢の男性の約10％）4倍の負傷者があり（第一次世界大戦参照）、第二次世界大戦では593000人の死者が見積られ（アメリカ合衆国の1.5倍）、その内の47万人が文民であった（第二次世界大戦の犠牲者参照）。1880年の人口約3900万人からフランスは1945年当時で4000万人を擁したに過ぎない。戦後は大量の「ベビーブーム」と移民があり、フランスは1968年に5000万人に達した。この人口増は1974年に鈍化した。
1999年からフランスは空前の人口増が起きている。2004年、人口増加率は0.68％で、殆ど北アメリカの水準に達している（2004年は1974年以来フランスの人口が最も増えた年であった）。フランスは現在人口増加率で他のヨーロッパ諸国を上回る状況で（アイルランド共和国を除く）、2003年、フランスの自然人口増加率は（移民を除く）、ヨーロッパの自然人口増加率にほぼ匹敵する状況であった（欧州連合の人口増加は、216000人で（移民を除く）、その内の211000人がフランス単独の増加数で、5000人が他のEU諸国を合わせた増加であった）。
今日フランスは6250万の人口或いは海外領域を含めた6500万人と共にロシアやドイツに次いでヨーロッパ第3位の人口である。
20世紀の移民は、前世紀のものとは大きく異なった。1920年代はイタリアやポーランドから大きな流れがあり、1930年代から1950年代は、移民はスペインやポルトガルから来た。しかし1960年代から最大の移民の流れは、嘗てのフランスの植民地（アルジェリア（1000000人）、モロッコ（570000人）、チュニジア（200000人）、セネガル（45000人）、マリ共和国（40000人）、カンボジア（45000人）、ラオス（30000人）、ベトナム（35000人））からのものとなっている。この近年の移民の多くは、最初は経済的な理由であったが、この移民の多くは、フランスに残り、市民権を得て、フランス社会にとけ込んだ。色々な推計があるが、今日フランスに住む6000万人の内400万人が外国に出自があると言っている。この大量の流入は、現代フランスに緊張を生み出していて、特に「フランス社会へどうとけ込むか」という問題と「フランス人とは何か」という問題が生じ、近年最も揉めている問題は、ムスリムに関する問題である（7％がムスリムで、イスラーム教は今日のフランス第2位の規模の宗教である。フランスのイスラーム教参照）。
東欧と北アフリカのフランスへのユダヤ人移民は、主に19世紀中葉から後半にかけて始まった。1872年、フランスには約86000人のユダヤ人が住み、1945年までにこの数は30万人に達することになる。多くの地域でフランス民族主義が反ユダヤ主義に発展したが、多くのユダヤ人は、フランス社会に溶け込んだ（あるいは溶け込もうとした）。ナチスのホロコーストに対するヴィシー政権の協力は、76000人のフランスのユダヤ人絶滅を生み出し（しかしヴィシー政権は2世代から5世代にわたってフランスに住み第一次世界大戦で戦い政府の要職に就いていた「溶け込んだ」ユダヤ人には優先的な扱いをし）、他の西欧諸国では二番目にドイツが入るが、多くのユダヤ人は、英雄的行為や国外追放になることを積極的に拒否することで生き延びもした（フランスのユダヤ人の多く住む地域3ヶ所がホロコーストに関わった他の欧州諸国より高い割合で守られた）。1960年以降フランスには地中海や北アフリカからの大量のユダヤ人移民が入り、フランスのユダヤ人の数は、今日60万人程度と推計されている。
20世紀の始まるころ、フランス人のほぼ半数が住む場所にもよったが、第二次世界大戦までフランスは主に田舎の国であったが（概ね人口の25％が1950年には土地に関わって働いていたが）、戦後はそれまでにない動きが都市に向かって起き、約4％のフランス人が農場で働き73％が今日大都市に暮らしている。ずば抜けて大きな動きは、210万人が暮らすパリで（パリジャン地域に1100万人）、リール、リヨン、マルセイユが（それぞれ120万人を超える人々が暮らしている）続いている。この都市化の多くは、都市の伝統的な中心部ではなく、周辺の郊外（または「banlieues」）で起きている（この地域のセメントと鋼鉄の住宅計画は「cités」と呼ばれている）。貧しい国からの移民とともにこの「cités」は1960年代からの民族や階級の緊張の中心になっている。

## フランス人とは何か
宗教文化や伝統文化（言語やアクセント、衣服や食事における習慣）の喪失、多くの農村部の貧困、近代的な都市構造の興隆（住宅事業、スーパーマーケット）は、伝統的な生活を送ろうとする人々と近代的な生活を送ろうとする人々の間に緊張を生み出している。地域主義の喪失が加わることで、フランス資本やフランスという国を中央集権化する役割を演じている。
ヴィシー政権が（ナチスの民族宣伝を投影して）フランス国民にとって本当の土台と見たその土地の「民俗的な」伝統やカトリックを積極的に奨励したとはいえ、独立運動がブルターニュ半島やコルシカ島、フランス領バスクで起こった。
戦後は国家が多くのフランスの産業を統制した。しかし近代の政治情勢は、地域権力を増大させること（「脱中央集権化」）と私企業の国家統制を減らすこと（「私企業化」）にある。

## 歴史のあらまし

### 第一次世界大戦（1914年-1918年）

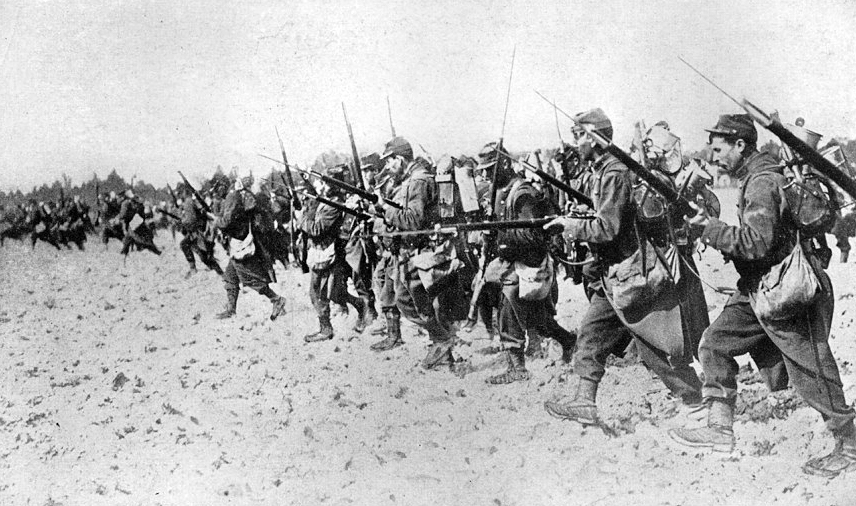
第一次世界大戦で突撃するフランスの銃剣隊

フランスの多くの知識人は、1871年の普仏戦争後の敗戦の屈辱と領土失陥の復讐ができる戦争を歓迎した。平和主義者で社会党の指導者ジャン・ジョレスが戦争の始めに暗殺された後、フランスの社会主義運動は、反軍国主義の立場を禁止し、国民戦争に参加した。レヌ・ヴィヴィアニ首相は連合（ユニオン・サクレ（神聖連合））を呼び掛け、フランスで反対する者は殆どいなかった。しかし戦争による疲弊は、1917までに兵士が大量のアメリカ人の到着を待つのが最善だと言いながら（多くは反乱をちらつかせながら）攻撃を渋ったように軍にさえ及ぶ主要な問題となっていた。兵士は前線や家で特にたまに貰える休暇や乏しい食料、銃後のアフリカやアジアの植民地住民の使用、妻や子供の生活状態に関する憂慮からドイツ軍の機関銃に立ち向かう前線の戦いではなく状況の悪化で抵抗していた。
経済は東北部の主要な工業地帯へのドイツの侵攻で打撃を受けた。1913年の被占領地域は、フランスの工業労働者の14％に過ぎなかったとはいえ、鋼鉄の58％、石炭の40％を生産していた。相当な救援が、1917年にアメリカから食料や金銭、生の原料の到来とともに来た。
ジョルジュ・クレマンソーは敗北主義と激烈の時代の1917年に首相になった。イタリアは守勢に立ち、ロシアは降伏していた。文民は食料の枯渇とドイツ空軍の攻撃の増大に怒っていた。クレマンソーは一番の優先事項が文民の戦闘意識の回復であると自覚していた。公然と平和交渉を主張したとして前首相のジョゼフ・カヨーを逮捕した。「la guerre jusqu'au bout」（最後まで戦おう）と呼びかけ勝利に向けた戦いへの全党の支援を勝ち取った。
戦争は多大な人的損害や資源の損失を齎した。フランスの国土の多くの地域で戦闘が行われ、文民を含め約140万人が死亡し（第一次世界大戦の犠牲者を参照）、4倍が負傷した。フランスは弁済しなければならない大量のドルをアメリカ合衆国から借りることになった。ヴェルサイユ条約（1919年）の条件は、有利なものであった。アルザス＝ロレーヌはフランスに返還され、ドイツは戦争の全責任を負う必要があり、帰還兵の得るものを含めて戦争の全費用を含むフランスへの戦争賠償を払う必要があった。石炭と鋼鉄の生産地域のあるドイツの工業地域（ザール盆地）は、一時的にフランスに占領された。

### 戦間期（1919年-1939年）
1920年のトゥール議会でフランス社会党（SFIO）は二つに分裂し、多数派が分かれてフランス共産党（Section française de l'internationale communiste）を結成した。レオン・ブルム率いる残る少数派は、「古い家を保ち」、SFIOに留まった。1924年と1932年に再び社会党は「左翼連合」の中で急進党と合体したが、実際には急進派エドゥアール・エリオとエドゥアール・ダラディエの率いる非社会党政権に参加することを拒否した。ダラディエは1934年2月6日の危機の後で極右連盟の圧力で辞任し、保守派のガストン・ドゥメルグが議会の代表に任命された。左翼はドイツの1922年のローマ進軍などの事件と共に起きたものとして右翼のクーデターを恐れていた。従ってコミンテルンの影響下で共産党は路線を変更し「反ファシスト連合」を採用し人民戦線（1936年-1938年）を導き1936年の選挙に勝ちブルムをフランス最初の社会主義者の首相とした。共産党が参加しないまま支援する一方で（社会党が参加せずに第一次世界大戦前に急進党政権を支援したのと同じ手法で）、人民戦線は急進党と社会党で成り立っていた。しかし1年でレオン・ブルム政権は経済政策やブルジョワジー（有名な「200家族」）の反対、スペイン内戦の問題を巡って崩壊した（ブルムはスペイン共和党を支援することが多くの一般的な欧州戦争を促進するかも知れないと判断し、アドルフ・ヒトラーやベニート・ムッソリーニが恥も外聞もなく武装する一方でこの決定はフランス左翼からの大量の転向者を生み出し、フランシスコ・フランコ軍を支援した）。
フランスの極右は、大いに拡大し、民族と反ユダヤ主義の考えが、多くの地域で急増した。ファシスト連盟と同様に数多の極右や反議院内閣者の連盟が、フランソワ・ド・ラロックのクロア・ド・フー（1927年-1936年）を含めて誕生し、大きな競争相手のように君主制主義者アクション・フランセーズが（1898年に創立され、1926年にピウス11世から非難され、アクション・フランセーズは国家宗教として君主制とローマカトリックの再生を支援した）、国民的な統合主義（社会は器官の調和とする信念）を唱導し、政府を転覆することを望みながらスタヴィスキー事件（1934年）への反応として大衆的示威行為を組織した（1934年2月6日の危機参照）。
1920年代、フランスは復活するドイツの増強を補填する精巧な国境防衛体制（マジノ線）や同盟を（小協商参照）創設し、1930年代、戦争による大損失がチェコスロヴァキアに関するドイツとの戦争防止になる思う大衆受けした宥和政策を選択したフランスに多く発生することになり、フランスとの同盟が、1938年のミュンヘン会談で価値がなかったことを証明した。
フランスの1920年も参照

### 第二次世界大戦（1939年-1945年）
1939年9月、ヒトラーはポーランドに侵攻し、フランスとイギリスは、戦争を宣言した。両国軍は西部戦線に動員されたが、次の8か月で両軍とも動きが取れなくなった。この動きは「まやかし戦争」と呼ばれることになる。ドイツの電撃戦は、1940年5月に攻撃を開始し、猛烈な戦闘の行われた6週間でフランスは13万人を失い（1944年のノルマンディーのアメリカ軍の損失の2倍）、イギリス軍は道を明け渡した（ダンケルクボートリフト）。フランスは1940年6月22日にナチス・ドイツとの停戦に署名した。ナチス・ドイツはフランスの5分の3（大西洋岸とロワール川の北のフランスの殆ど）を占領し、残りはフィリップ・ペタンの下で1940年7月10日に創設された新たなヴィシー政権の協働政府に残された。上級の指導者は、ナチス・ドイツにフランス人が強制労働に送られたのと同様にフランスの資源の略奪に同意し、そうする中で少なくとも僅かなフランスの尊厳を維持することを望んでいると主張した。当初のナチスとの裏表があり無抵抗の協働の時期が終わると、ヴィシー政権は積極的に参加を開始した（主にピエール・ラヴァル首相の活動）。ナチス・ドイツの占領は、ナチス・ドイツがフランスの公企業の歳入の十分な量を充当したので、犠牲が大きいことを証明した。
一方でシャルル・ド・ゴールのように敗北とナチス・ドイツとの協働を拒否する人々は、イギリスに自由フランス軍を組織し、占領地域とヴィシー政権下の抵抗運動を調整した。1944年8月までに26万の正規兵と30万のFFIがフランスで戦っていた。
占領と闘いの4年が過ぎると、自由フランス軍などの連合軍は、1944年にフランスを解放した。パリは1944年8月25日に解放された。1944年9月10日、シャルル・ド・ゴールはパリの臨時政府を任命した。この時1944年12月のバルジの戦いでパリが一時ドイツ軍の脅威に晒された時でさえ明け渡すことを拒否して戦争の終わりまでパリに留まった。しかしフランスは今再び参戦国として参加することができた。1945年、フランス軍は130万人を数え、内412000人がドイツで、4万人がイタリアで戦っていた。

### 戦後（1945年-現在）
フランスは一連の新しい問題に局面する第二次世界大戦から脱した。当初シャルル・ド・ゴール将軍が率いる臨時政府の短い期間が終わると、新しい憲法（1946年10月13日）が一連の連立政権の管理する政府の議会形式の下で第四共和政を創設した。インドシナやアルジェリアの植民地戦争を扱うための手法に関する連立政権の混迷状況や結果的に合意の欠乏は、継続的な内閣の危機と政府の交代を齎した。インドシナの戦争は、1954年にフランスの撤退と共に終了した。
アラブ民族主義者の反乱に直面して譲歩に反対するフランス軍部隊とフランス人入植者による1950年5月のクーデターの脅威は、フランス政府の瓦解と内戦の脅威に先んじて臨時政府を樹立するようド・ゴールに要請することになった。大統領の権限を強化する内容と共に当時の憲法を即座に置き換えて、この年の12月に大統領に選出され、フランスの第五共和政を発足した。
1965年、フランス人民が直接投票で大統領を選びに行く20世紀で初めての事象で、フランソワ・ミッテランを破り55％の得票率でド･ゴールが再選された。一方でアルジェリア戦争はド･ゴールがアルジェリアの独立に好意的な立場を前向きに採用する中で荒れ狂った。このことは将軍達の反乱中に反乱を起こしたテロリスト集団秘密軍事組織を組織する反逆を組織したとして1958年に支援者により説明された。しかしド･ゴールはアルジェリア民族解放戦線との1962年3月のエビアン協定の交渉で戦争を終わらせようと画策した。
1960年代の終わり、フランス社会は非情な元老主義的なゴーリストの働きかけに疲弊し近代的な生活と古い伝統や社会組織の間で両立しがたい状況に陥っていた。このことは教育・労働・政治改革や性や芸術の自由、ベトナム戦争の終結などの様々な要求と共に1968年5月の事件の学生運動を導き出した。学生の抵抗運動は、急速に労働運動と結びつき、大衆的なストライキが噴出した。一方でド・ゴールは公共の秩序を維持する必要がある場合に軍の助けを可能な限り保証できるバーデン・バーデンの部隊を視察に行った。しかし1か月もゼネラル・ストライキが続くと、殆どのフランス国民は、秩序を追い求め、1968年6月の立法選挙でゴーリストが議席の過半数を占めた。それにもかかわらず、1968年5月は個人の自由や少ない社会の支配という方向性で労働関係や教育、個人の生活においてグルネル協定と共にフランスの社会関係の転換点であった。
1969年4月、ド・ゴールは制限された政治権力のある21地区の創設という脱中央集権化という政府提案の国民投票に敗れると辞職した。ゴーリストジョルジュ・ポンピドゥー（1969年-1974年）が権力を継承したが、任期途中で死亡した。ポンピドゥーの後継者は、独立共和党ヴァレリー・ジスカール・デスタン（1974年–1981年)が率いるやがて勝利することになる古典的な保守派に対抗するゴーリストであった。
社会運動は1968年5月以降も続いた。1973年のLIPの占領があり、フランス民主労働連合や統一社会党（PSU）などの極左運動全ての支援を受けて労働者の自主管理に発展することになった。LIP労働者は軍事基地の拡張に反対するラルザックデモに参加した（ジョゼ・ボヴェが当時の代表であった）。毛沢東思想やオートノミズムは、社会党や共産党双方に反対する極左運動で一般的なものとなった。
フランスは豊かな歴史と独立を誇っているとはいえ、フランスの指導者は、欧州連合（EU）の発展にフランスの未来を益々結びつけている。
社会党（PS）やフランス共産党（PCF）、左翼急進党（PRG）間の1972年の共通計画は、1981年フランス大統領選挙で左翼の勝利を準備し、第五共和政で初めて左翼の候補が勝利した。1988年に再選されるフランソワ・ミッテランは、選挙計画フランスの為の110の提案に纏められた左翼の意向を受けた社会・経済計画を実行に移した。しかし改革は1983年に停止されることになった。ミッテランの二期は、二つのコアビタシオンに特徴づけられ、最初は1986年-1988年における首相ジャック・シラクとの任期であった。
ミッテランは欧州統合の重要性を強調し、ヨーロッパの経済・政治の統合に関するマーストリヒト条約の批准を擁護し、フランスの有権者は、辛うじて1992年9月に賛成した。
保守派のジャック・シラク大統領は、フランスの手に負えないほど高い失業率と戦う必要性に焦点を合わせた選挙後の1995年5月17日に就任した。しかし国内の関心の中心は、マーストリヒト条約で設定された経済通貨統合（EMU）の基準にフランスが合致する必要のある経済改革と緊縮の手法に移行した。1995年後半、公務員が政府の削減に抵抗して、フランスで少なくとも10年で最大の労働争議が起きた。

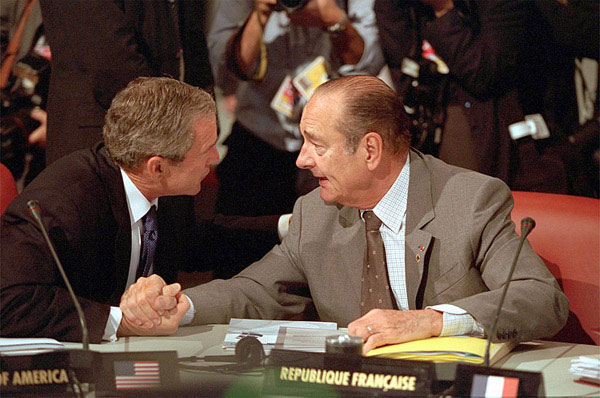
2001年7月21日の第27回主要国首脳会議で問題を話し合うシラク大統領とアメリカ合衆国ジョージ・W・ブッシュ大統領

外交政策と安全保障政策の連携でシラクは旧ユーゴスラビアにおけるフランスの平和維持活動を守るために独断的に接触を行い、オハイオ州デイトンで交渉を行ったデイトン合意の議会通過を手助けし、1995年12月にパリで署名した。フランスはNATO最強の支援者であり、バルカン半島におけるEU政策最強の支援者である。

## 植民地
- 脱植民地化
  - 第一次インドシナ戦争
  - アルジェリア戦争
- フランス領アルジェリア
  - 民族主義とアルジェリアの抵抗（英語版）
- フランス領インドシナ
- フランス領赤道アフリカ
- フランス領西アフリカ
- フランス連合
- フランス共同体

## 経済
19世紀末までにフランスは工業時代に突入していた。しかし遅れて突入し、交戦国で隣国のドイツや通商上最大の好敵手で海峡を挟んだイギリスとの競争でかなり失われていた。フランスは1900年までに大工業とインフラ、工場があったが、ドイツやイギリスと比べて「遅れていた」為に国民は「後進性（le retard français）」を言い、フランスの政治家は、「後進性（le retard français）」に不平を漏らした。
1870年、普仏戦争中に現れたオットー・フォン・ビスマルクの新しい連合したドイツの新たな隣国と比較して、フランスの工業や経済全般の衰退の最初の兆候が現れ始めた。フランスの完敗は、ドイツの軍国主義や産業の強さに対するフランスの弱さを示したもので、このことはナポレオン戦争期のドイツのフランス占領と対照をなすものであった。凄まじい金額を多くの資本と共に後者を提供する戦争を終えるためにドイツに支払わなければならなかった。
しかし1914年までにドイツの軍備や一般的な工業化は、フランスに限らず隣国の全てを引き離していた。1914年の直前にフランスは石炭でドイツの6分の1を生産し、銑鉄では3分の1を生産し、鋼では4分の1を生産していた。バーバラ・タッチマンの本The Guns of Augustで最高値を再計算した概要では、ドイツの他の競争相手と共にフランスは貯蓄と投資を減らす一方で今一度一時的に消費を鼓舞する戦争に向けた再軍備競争に入っていた。
しかし第一次世界大戦（「大戦争」）は敗戦国ドイツに限らず全ての国に破滅的な経済的な結果をもたらした。パリ講和会議後の辛辣な本The Economic Consequences of the Peaceでジョン・メイナード・ケインズが予言したように、ドイツに課す重い戦争賠償金は、フランス経済の復活に資するには不適当であっただけであり、フランスの主導する貿易や産業の発展の相方となったかも知れないドイツに大いに打撃を与え、従って同様にフランスに深刻な打撃を与えた。
そしてこの大戦において多くの生命が失われたことは、フランスから若い世代が奪われたこととなり、また、25年後の第二次世界大戦において、フランスの老齢の幕僚がドイツ軍事政権の経済と軍隊に対し準備不十分で防御一方だったときに、再びドイツと対戦するため必要とされた若い想像力が奪われたこととなった。大恐慌によりダメージを受けたため、フランスに残された老齢のリーダーたちは再び戦時の経済状態となることを嫌がり、フランスはナチス・ドイツに侵略、占領され、フランスの戦時の経済は、完全にドイツおよびドイツが戦争を継続するのを助ける形となった。
戦時中および戦争直後の大きな困難は、フランスにおいては、「栄光の30年間（Les Trente Glorieuses）」として現在は思い出される、着実な経済発展の期間につながった。「干渉主義者」および「自由市場」主義の政策の転換により、フランスでは工業と科学技術が発展し、労働者の安全と権利をも保護される社会を築くことができた。20世紀末までには、フランスは再び世界の経済をけん引することとなったが、2000年までには若干不安定さが見られた：フランス内外の人びとは、ますます「グローバル化」され「国際的」な経済となっていった経済社会において、ヨーロッパ全体の経済に不可欠な一部とならずにフランス単独で、このポジションおよび労働者の安全と権利を維持するために十分な市場における存在を確立できたかどうか問うていた。

## 文学
20世紀のフランス文学はこの世紀の出来事に大いに影響を受け、それとともに同時代の政治、哲学、道徳および芸術の変革とも相互に影響を受けあった。
20世紀前半の演劇の試みと戦争の恐怖から刺激を受けて、いわゆるアヴァンギャルド・パリジャン演劇である、ウジェーヌ・イヨネスコ、サミュエル・ベケット、ジャン・ジュネ、アルチュール・アダモフ、フェルナンド・アラバール（en）などの劇作家による「不条理演劇」は、単純な解釈を拒絶し、従来のキャラクター、プロット、上演方法を捨てた。演劇における他の試みとして、分散化、ラジカル演劇、「大衆演劇」（労働者階級を劇場に向かわせるためにつくられた）、そしてベルトルト・ブレヒト（1954年まではあまりフランスでは知られていなかった）およびアルチュール・アダモフやロジェ・プランション（en）の作品に強く影響を受けた演劇などが含まれる。アヴィニョン演劇祭 は1947年に、T.N.P.（「Théâtre National Populaire」）の設立に重要な役割を果たしたジャン・ヴィラール（en）によって始められた。
1950年以降のフランス小説は、フランスの出版社「Les Éditions de Minuit（en）」から出版された作家集団による同様の試みを通して生まれた；アラン・ロブ＝グリエ、マルグリット・デュラス、ロベール・ピンジェ（en）、ミシェル・ビュトール、サミュエル・ベケット、ナタリー・サロート、クロード・シモンからなるこの「ヌーヴォー・ロマン」もまた、従来のプロット、考え方、キャラクターおよび心理描写を捨てた。これらの発展は同時期の映画界における変化（ヌーヴェルヴァーグ）とある程度近いものであった。
また、主な女性作家として、シドニー＝ガブリエル・コレット、シモーヌ・ド・ボーヴォワール、エレーヌ・シクスー、マルグリット・デュラスおよびモニック・ウィティッグなどが挙げられる。
20世紀のフランス文学は、単独では発展せず、世界中の作家やジャンルからの影響を受けた。同様に、フランス文学も世界の文学に急進的な影響を与えた。フランス文学の創造的な征臣および20世紀初頭の芸術運動のため、フランスは作家や芸術家にとって必要な目標となる名声を得た。20世紀にフランス（特にパリ）に住み活躍した主な外国出身の作家として、オスカー・ワイルド、ガートルード・スタイン、アーネスト・ヘミングウェイ、ウィリアム・S・バロウズ、ヘンリー・ミラー、アナイス・ニン、ジェイムズ・ジョイス、サミュエル・ベケット、フリオ・コルタサル、ウラジーミル・ナボコフ、ウジェーヌ・イヨネスコなどが挙げられる。20世紀の重要な作品のいくつかは、フランス在住の外国出身の作者（ウジェーヌ・イヨネスコ、サミュエル・ベケット）によって書かれたものであった。
フランスは検閲に関しては寛大で、多くの外国の小説がアメリカで禁止される一方でフランスでは出版された：ジェイムズ・ジョイスの『ユリシーズ』（1922年にシルヴィア・ビーチによりパリで出版された）、ウラジーミル・ナボコフの『ロリータ』とウィリアム・S・バロウズの『裸のランチ』（両方ともオリンピア・プレスにより出版）、そしてヘンリー・ミラーの『北回帰線』（オベリスク・プレスにより出版）などである。

## 芸術
19世紀末の印象派およびポスト印象派の過激な発展に続き、フランスの20世紀前半には、キュビスム、ダダイスムおよびシュルレアリスムのさらなる革命的な試みが芸術活動が見られたが、それらは西洋、そして最終的には世界の芸術に大きな影響を与えたとみられる。第二次世界大戦後、フランスの芸術家は、タシスム、フルクサスおよびヌーヴォー・レアリスムなどへの動きを模索した一方で、視覚芸術におけるフランスの優位性は他国（特にアメリカ）の発展の陰に隠れることとなった。

### 第三共和政：1871年-1940年
- Bernard, Philippe, and Henri Dubief. The Decline of the Third Republic, 1914 - 1938  (The Cambridge History of Modern France) (1988) excerpt and text search
- Clarke, Jackie. France in the Age of Organization: Factory, Home, and Nation From the 1920s to Vichy (Berghahn Books; 2011) 218 pages). Analyzes how engineers & scientists promoted a rational socio-economic order
- Lehning, James R.; To Be a Citizen: The Political Culture of the Early French Third Republic (2001) online edition
- Mayeur, Jean-Marie, and  Madeleine Rebirioux. The Third Republic from its Origins to the Great War, 1871-1914 (The Cambridge History of Modern France) (1988) excerpt and text search
- Price, Roger. A Social History of Nineteenth-Century France (1987) 403pp. 403 pgs. complete text online at Questia
- Robb, Graham. The Discovery of France: A Historical Geography, from the Revolution to the First World War (2007)
- Weber, Eugen. Peasants into Frenchmen: The Modernization of Rural France, 1870-1914 (1976) excerpt and text search

### 第一次世界大戦
- Tucker, Spencer, ed. European Powers in the First World War: An Encyclopedia (1999)
- Winter, J. M. Capital Cities at War: Paris, London, Berlin, 1914-1919 (1999)

### ヴィシー政権（1940年-1944年）
- Azema, Jean-Pierre. From Munich to Liberation 1938-1944 (The Cambridge History of Modern France) (1985)
- Berthon, Simon.  Allies at War: The Bitter Rivalry among Churchill, Roosevelt, and de Gaulle. (2001). 356 pp.
- Diamond, Hanna. Women and the Second World War in France, 1939-1948: Choices and Constraints (1999)
- Funk, Arthur Layton. Charles de Gaulle: The Crucial Years, 1943-1944 (1959) online edition
- Gildea, Robert.  Marianne in Chains: Daily Life in the Heart of France During the German Occupation (2004) excerpt and text search
- Jackson, Julian. France: The Dark Years, 1940-1944 (2003) excerpt and text search
- Kersaudy, François. Churchill and De Gaulle (2nd ed 1990 482pp)
- Lacouture, Jean. De Gaulle: The Rebel 1890-1944 (1984; English ed. 1991), 640pp; excerpt and text search
- Larkin, Maurice.  France since the Popular Front: Government and People 1936-1996. Oxford: Oxford U P / Clarendon Press, 1997.  ISBN 0-19-873151-5
- Nord, Philip. France's New Deal: From the Thirties to the Postwar Era (Princeton University Press; 2010) 457 pages
- Paxton, Robert O.  Vichy France 2nd ed. (2001) excerpt and text search
- Vinen, Richard. The Unfree French: Life Under the Occupation (2007)

### 第四共和政と第五共和政（1944年から現在まで）
- Berstein, Serge, and Peter Morris. The Republic of de Gaulle 1958-1969 (The Cambridge History of Modern France) (2006) excerpt and text search
- Berstein, Serge, Jean-Pierre Rioux, and Christopher Woodall. The Pompidou Years, 1969-1974 (The Cambridge History of Modern France) (2000) excerpt and text search
- Bourg, Julian ed. After the Deluge: New Perspectives on the Intellectual and Cultural History of Postwar France (2004) 426 pp. ISBN 978-0-7391-0792-8.
- Cerny, Philip G.  The Politics of Grandeur: Ideological Aspects of de Gaulle's Foreign Policy. (1980). 319 pp.
- Hauss, Charles. Politics in Gaullist France: Coping with Chaos (1991) online edition
- Kolodziej, Edward A. French International Policy under de Gaulle and Pompidou: The Politics of Grandeur (1974) online edition
- Lacouture, Jean. De Gaulle: The Ruler 1945-1970 (1993)
- Larkin, Maurice.  France since the Popular Front: Government and People 1936-1996. (1997).  ISBN 0-19-873151-5
- Northcutt, Wayne. Historical Dictionary of the French Fourth and Fifth Republics, 1946-1991 (1992)
- Rioux, Jean-Pierre, and Godfrey Rogers. The Fourth Republic, 1944-1958 (1989) (The Cambridge History of Modern France)
- Williams, Charles. The Last Great Frenchman: A Life of General De Gaulle (1997) excerpt and text search
- Williams, Philip M. and Martin Harrison. De Gaulle's Republic (1965) online edition